# Herzlinie

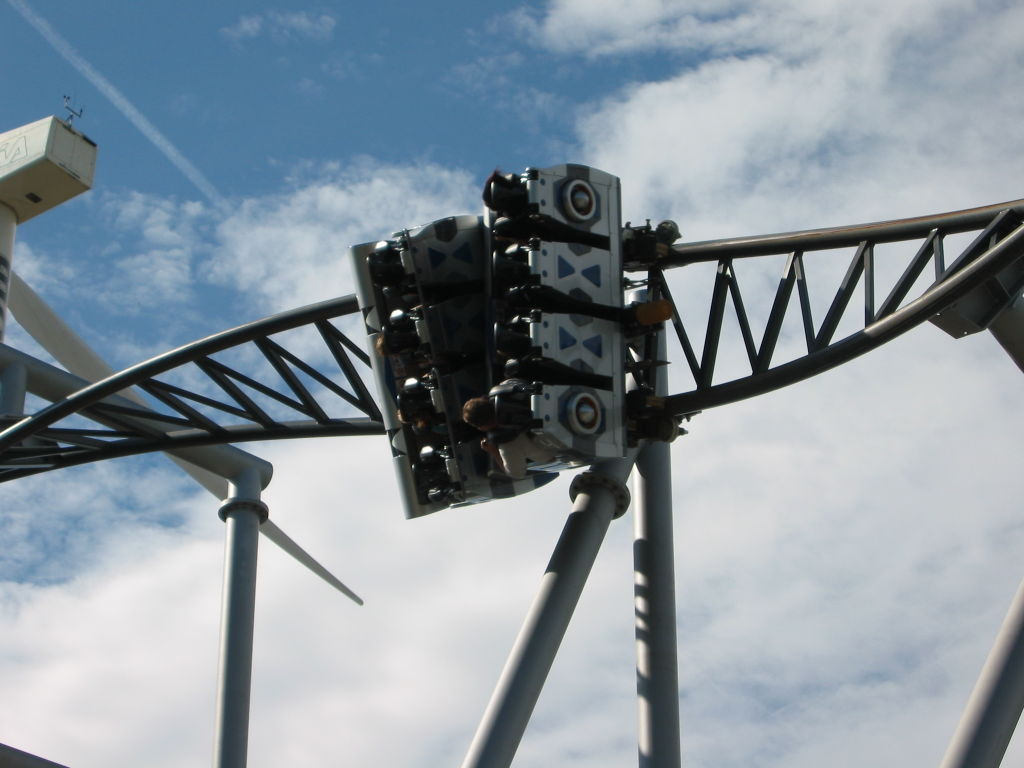
„Heartline Roll“ bei Typhoon im belgischen Bobbejaanland

Die Herzlinie ist der gedachte Weg, den das Herz eines Passagiers während einer Achterbahnfahrt zurücklegt. Sie wird bei der Planung und Realisierung der Streckenführung von Achterbahnen verwendet. Werner Stengel wendete sie 1976 zum ersten Mal bei der 1978 eröffneten Bahn Shock Wave (Six Flags Over Texas) an.

## Prinzip
Vor der Verwendung des Prinzips der Herzlinie hat man die Schiene vor Steilkurven um ihre eigene Mitte geneigt. Dies hatte aber zur Folge, dass der Oberkörper und vor allem der Kopf des Fahrgasts einen langen Weg zurücklegen musste, wodurch höhere seitliche Belastungen auftraten. Zur Lösung dieses Problems verlegte man diesen Drehpunkt von der Schienenmitte weiter nach oben in die ungefähre Herzgegend des Passagiers. Dreht sich der Fahrgast um diese Achse, so verkürzt das den Weg, den der Körper und insbesondere auch der Kopf in seitlicher Richtung zurücklegt. Dadurch werden seitliche g-Kräfte reduziert und steilere Kurven möglich.
Die Herzlinie ermöglichte ganz neue Fahrfiguren. Die „Heartline Roll“ trägt die Bezeichnung sogar in ihrem Namen, da sie die Fahrgäste einfach einmal um die Herzlinie dreht.